# Young Americans
Young Americans je deváté studiové album anglického hudebníka Davida Bowieho. Vydáno bylo v březnu roku 1975 společností RCA Records. Jeho producenty byli vedle Bowieho také Tony Visconti a Harry Maslin. Nahráno bylo v různých studiích od srpna 1974 do ledna 1975. V americké hitparádě Billboard 200 se umístilo na deváté příčce, v britské UK Albums Chart na druhé. V několika zemích se stalo zlatým.

## Seznam skladeb
1. „Young Americans“ – 5:10
2. „Win“ – 4:44
3. „Fascination“ – 5:43
4. „Right“ – 4:13
5. „Somebody Up There Likes Me“ – 6:30
6. „Across the Universe“ – 4:30
7. „Can You Hear Me?“ – 5:04
8. „Fame“ – 4:12

## Obsazení
- David Bowie – zpěv, kytara, klávesy
- Carlos Alomar – kytara
- Mike Garson – klavír
- David Sanborn – saxofon
- Willie Weeks – baskytara
- Andy Newmark – bicí
- Larry Washington – konga
- Pablo Rosario – perkuse
- Ava Cherry – doprovodné vokály
- Robin Clark – doprovodné vokály
- Luther Vandross – doprovodné vokály
- John Lennon – zpěv, kytara, doprovodné vokály
- Earl Slick – kytara
- Emir Ksasan – baskytara
- Dennis Davis – bicí
- Ralph MacDonald – perkuse
- Jean Fineberg – doprovodné vokály
- Jean Millington – doprovodné vokály
- Luther Vandross – aranžmá zpěvu